# Гипронеруд
ОАО «Гипронеруд» — российская компания, офис которой расположен в Санкт-Петербурге. Полное наименование — Открытое акционерное общество по проектированию предприятий нерудной промышленности «Гипронеруд».

## История
Институт «Гипронеруд» образован в 1948 году Постановлением Совета Министров СССР от 23 марта 1948 года в составе Министерства промышленности строительных материалов СССР.
Создание института в Ленинграде было вызвано необходимостью обеспечить бурно развивающуюся строительную отрасль проектами разработки сырьевой базы и тем, что первыми специалистами института были работники уже давно существовавшего в Ленинграде института Гипрошахт. Также было немаловажно и то, что для вновь создаваемых проектных организаций часто была необходима авторитетная консультативная помощь специалистов высших учебных заведений и Академии наук СССР, прежде всего, ученых Горного института, ЛИСИ, ЛИИЖТ и других технических ВУЗов.
Основной задачей, поставленной перед институтом при его создании, была разработка проектов по созданию нерудных предприятий по всей стране. Институт сыграл огромную роль в освоении сырьевой базы советского строительного комплекса, приняв активнейшее участие в становлении и развитии сотен предприятий, работающих в сфере добычи и переработки нерудного сырья.
Выполняя функции головной организации отрасли с 1957 года, институт взял курс на проведение единой технической политики, обеспечивая отрасль типовыми проектами, эталонами проектирования, нормами технологического проектирования и другими нормативными материалами.
Институтом разработаны уникальные проекты крупнейших предприятий нерудной отрасли:
- Павловский ГОК;
- ГОК Микашевичи;
- Балаклейский ГОК;
- Гремячевский ГОК;
- Малкинский ГОК.

Всего по проектам «Гипронеруд» построено в России и за границей более 200 предприятий нерудной промышленности, обеспечивших строительми материалами все крупнейшие стройки советского и постсоветского периода.
В 1992 году институт реорганизован в АООТ «Гипронеруд».
В 1996 году была вновь изменена форма собственности на открытое акционерное общество.
Общество привлекает к выполнению проектов высококвалифицированных специалистов в области проектирования предприятий нерудной промышленности, располагает современной нормативной базой, техническими средствами и технологиями проектирования.

## Текущая деятельность
За последние годы (с 2005 по 2015 гг.) институтом выполнено более 50 работ для более чем 40 заказчиков.

## Основные заказчики
- ОАО «Павловск Неруд» (ОАО «Национальная нерудная компания»)
- ЗАО «Ленстройкомплектация»
- ЗАО «ЛСР-Базовые»
- ООО «Востокцемент»
- ЗАО «Евроцемент груп»
- ОАО «Питкярантское карьероуправление»

## Собственники и руководство
Основные владельцы компании:
- ОАО «Гипронеруд» входит в холдинг TSM Group.

Руководство:
- Энкин Юрий Моисеевич — Генеральный директор
- Ларин Николай Сергеевич — Главный инженер

## Подразделения института
- Административно-управленческий персонал
- Бухгалтерия
- Бюро Главных инженеров проектов
- Горно-геологический сектор
- Технологический сектор
- Архитектурно-строительный сектор
- Сектор водоснабжения и канализации
- Сектор электротехники
- Сектор экологии
- Сектор транспорта и генерального плана
- Сектор сметной документации
- Группа выпуска проектов
- Архив